# 愛知県道274号小鈴谷河和線
愛知県道274号小鈴谷河和線（あいちけんどう274ごう こすがやこうわせん）は、愛知県常滑市小鈴谷から同県知多郡美浜町河和（美浜町役場）までを結ぶ一般県道である。国道247号同士を結び知多半島を横断する県道の一つ。途中に南知多道路の美浜ICやえびせんべいの里、美浜町役場などがある。

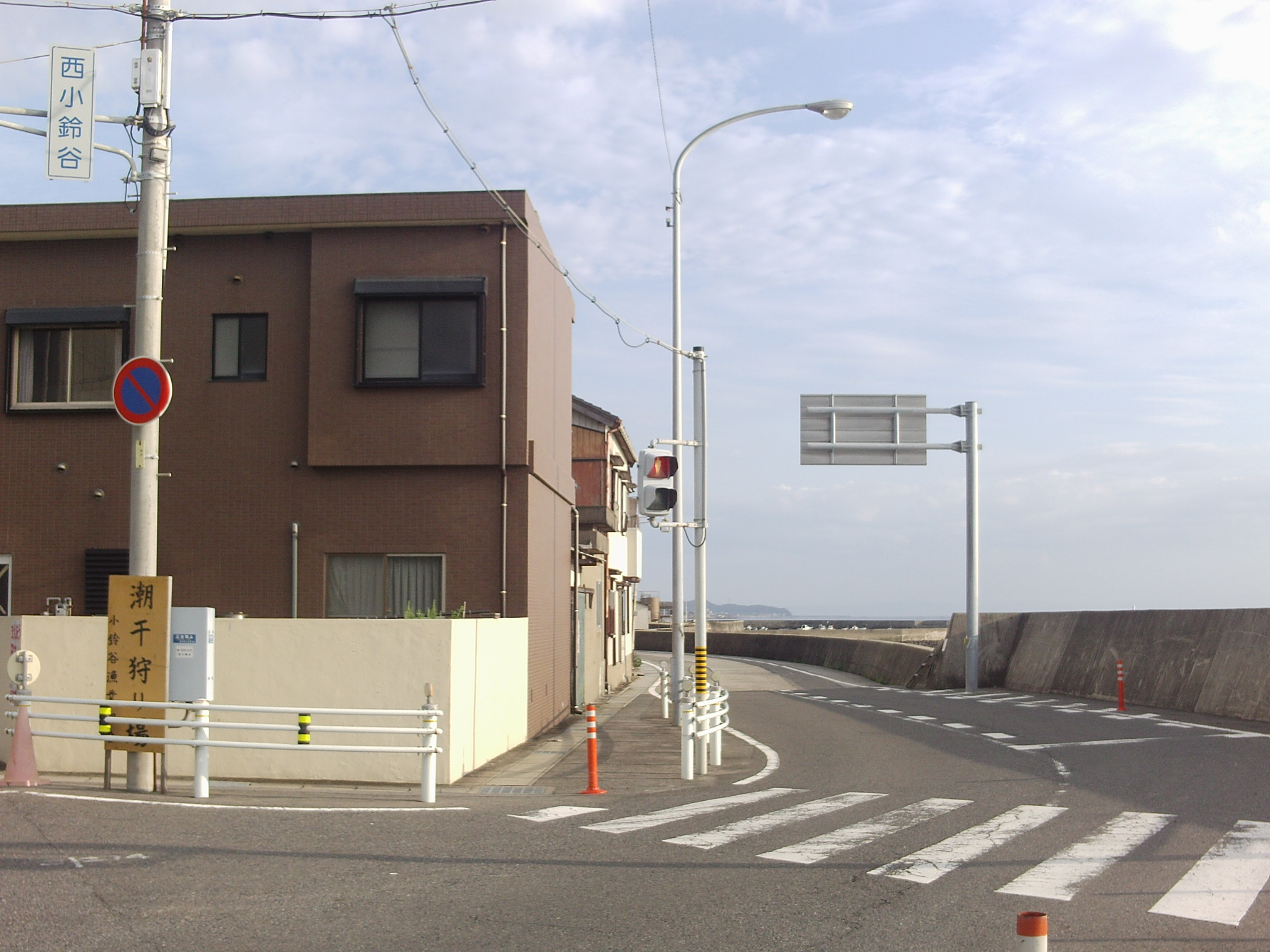
起点の小鈴谷。小鈴谷海岸付近。伊勢湾に面した防潮堤沿いを通る。幅員狭小で、坂井海水浴場付近では夏季に北行き一方通行となる。

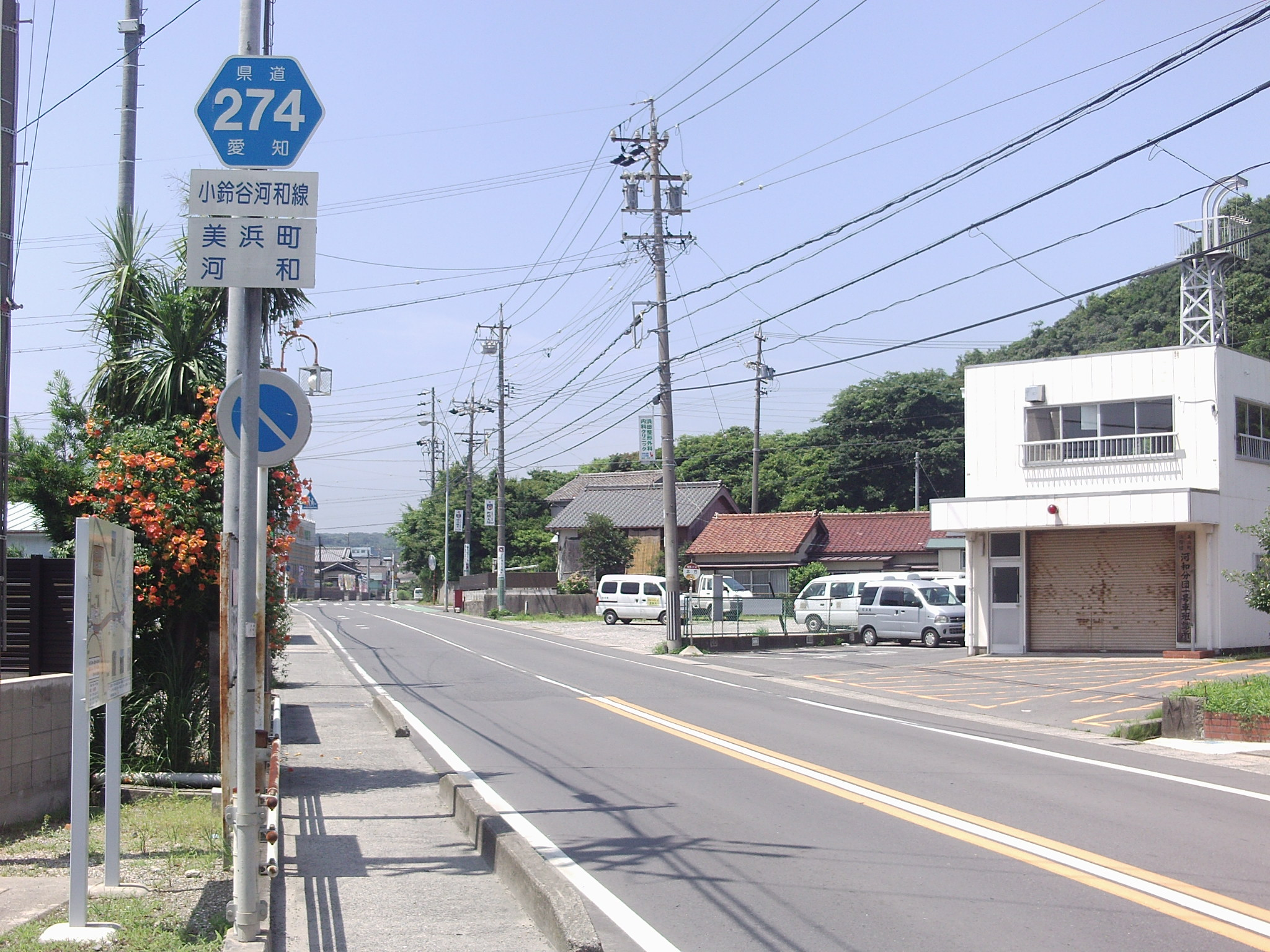
終点の河和。美浜町役場付近。

## 概要

### 路線データ
- 起点：愛知県常滑市小鈴谷（西小鈴谷交差点）
- 終点：愛知県知多郡美浜町河和（美浜役場東交差点）

## 沿革
- 1959年12月15日：認定

## 交差する道路
※美浜役場東交差点・河和駅前交差点間にある県道標識（通称・ヘキサ）は275号のみで、両交差点周辺の青看板も275号とあるので、当該区間は275号単独であり274号は重複していない。
- 愛知県道72号武豊小鈴谷線（西小鈴谷交差点）
- 国道247号（上野間北交差点・上野間交差点間で重複）
- 愛知県道273号上野間布土線（上野間交差点・美浜町上野間蛭谷間で重複）
- 南知多道路（美浜インター交差点・美浜IC）
- 愛知県道275号奥田河和線（美浜役場東交差点）
- 国道247号（※県道275号経由：河和駅前交差点）

## 沿線
- 坂井海水浴場
- 美浜町立上野間小学校
- 南知多道路 美浜インターチェンジ
- えびせんべいの里
- 美浜町役場
- 名鉄河和線 河和駅
- 名鉄海上観光船 河和港ターミナル